# Karateka

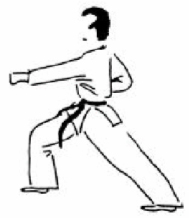
Il·lustració d'un karateka.

Karateka (空手 家, Karate-ka?) és la paraula japonesa que defineix a la persona que practica l'art marcial japonès anomenat karate. Està composta per les paraules Karate = Karate + ka = Persona.
Aquest terme és comú a tot el món.